# Torre de Fontaubella
Torre de Fontaubella (oficialmente y en catalán La Torre de Fontaubella) es un municipio español en la comarca catalana de El Priorato (provincia de Tarragona). Cuenta con una población de 119 habitantes (INE 2024). 

## Geografía
Se trata de un término municipal de los más pequeños de la comarca, pero refleja las características de la mayor parte de los municipios de los entornos: orográficamente muy accidentado. Los límites de más relieve son todo el circo que abraza poniente, mediodía y levante: se trata de las vertientes de la Mola de Colldejou, de 859 m de altura, aunque la cima de la misma está dentro del término vecino con el mismo nombre que la montaña.

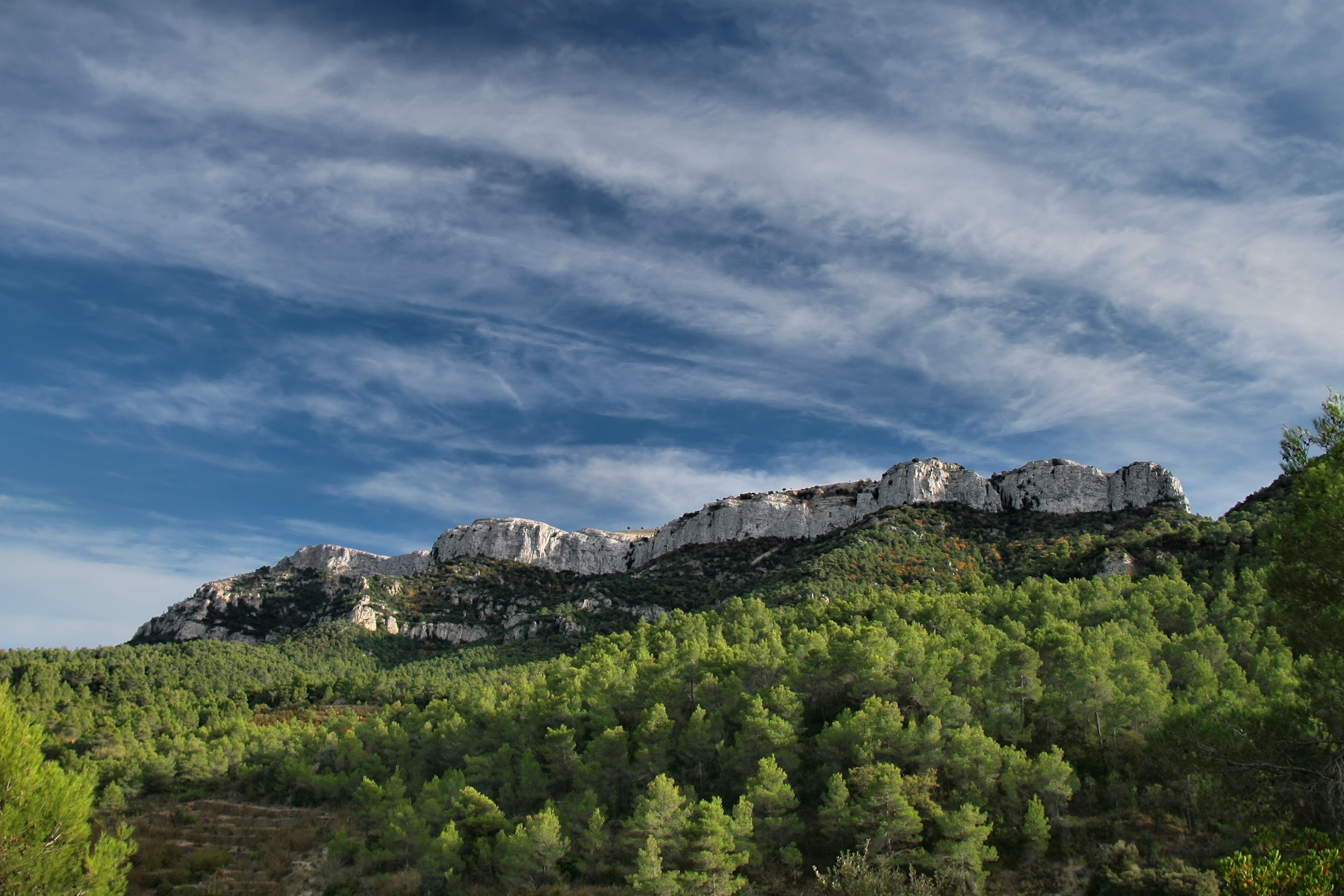
Vista de la muela de Colldejou

En el extremo de poniente del término, y de la media luna que lo cierra por el sur, se encuentra en la rambla de Fontaubella, justo en la confluencia con el barranco de los Estrets de Maçanes, a 290 metros de altura. De aquí, el mojón sigue un trozo el barranco mencionado, pero pronto se enfila por una carena que es la vertiente de poniente de la Mola de Colldejou. Sube por esta carena hasta, aproximadamente, los 650 m de altura, y a partir de aquí se mantiene más o menos a la misma altitud por toda la vertiente norte de la sierra de los Coscolls, por debajo del Cingle del Motarro y de la Mola de Colldejou. Desde la vertiente nordeste de esta última cumbre, baja todavía hacia el noreste, y se dirige al Coll Roig, de 559 m de altura.
Del Coll Roig el término va de derecho hasta el Portell del Trucafort, hasta los 650 metros de altura. En este punto el término se encuentra con la sierra de la Argentera, más o menos a la mitad del parque eólico del Trucafort, cuya mayor parte, sin embargo, está dentro del término de Argentera. El mojón sigue hacia el norte un breve trozo la carena de la sierra, pero cuando está a 659 m alto rompe repentinamente hacia poniente, va a buscar una carena en aquella dirección, y se va acercando a la localidad de Torre de Fontaubella, cerca de la cual pasa. Entonces sube a la serreta de los Avencs, en el noroeste del pueblo, a 493 m de altura, y baja para ir a encontrar el barranco del Pas, afluente de la rambla de Fontaubella, a unos 310 m alto.
En el interior del término solo destacan los Pigalls, de 571 m de altura, y la sierra del Aubaga, con la cima de la Font del Pi, de 477 m.
La rambla de Fontaubella se origina propiamente en el mismo pueblo, por la confluencia de diversos barrancos, entre los cuales destaca el barranco de las Castellanes, que previamente ha recibido la rasa de las Teulas. Por el norte recibe el aporte del barranco del Paso, y por el sur, del barranco de la Torre, que baja de las vertientes de la Mola de Colldejou.

## Historia
Aparece citada por primera en 1170 bajo el nombre de serram de Fonte Albella. Perteneció al monasterio de San Miguel de Escornalbou. Al cesar la actividad monacal en el cenobio en el siglo XVI, pasó a depender del seminario de Tarragona.

## Símbolos
- El escudo de Torre de Fontaubella se define con el siguiente blasón:

Escudo embaldosado partido: 1º de argén, 2º de púrpura; resalta sobre el todo una torre donsojada y abierta del uno en el otro. Por timbre una corona mural de pueblo.

Sin embargo, hay que señalar que el ayuntamiento está empleando una forma distinta de la aprobada oficialmente, en la que se han añadido dos ramas de olivo al blasón oficial.
Fue aprobado el 18 de julio de 2000 y publicado en el DOGC el 9 de agosto del mismo año con el número 3201.
- La bandera de Torre de Fontaubella está organizada de la forma siguiente:

Bandera apaisada, de proporciones dos de alto por tres de largo, púrpura, con la torre donjonada abierta blanca del escudo, de altura 5/6 de la del paño y anchura 1/3 de la largura del mismo paño, en el centro.

Fue aprobada el 16 de mayo de 2007 y publicado en el DOGC el 5 de junio del mismo año con el número 4897.

## Demografía
Cuenta con una población de 119 habitantes (INE 2024).
| Gráfica de evolución demográfica de Torre de Fontaubella entre 1842 y 2021 |
| |
| Población de derecho según los censos de población del INE Población de hecho según los censos de población del INEEn este censo se denominaba Torre de Fontobella: 1842 En este censo se denominaba Torre de Fontanella: 1857 En estos censos se denominaba Torre de Fontaubella: 1860, 1877, 1887, 1897, 1900, 1910, 1920, 1930, 1940, 1950, 1960, 1970 y 1981 |

## Economía
La principal actividad económica es la agricultura de secano. Destaca el cultivo de avellano, seguido de la viña, olivos y almendros.

## Cultura
La iglesia parroquial está dedicada a santa María. Se trata de un edificio en estilo neoclásico construido en el siglo XVIII. Es de nave única, con coro y capillas laterales que aprovechan los contrafuertes. 
En el pueblo pueden verse los restos de una torre, llamada del Rafolí, cuyo origen se atribuye al periodo de ocupación sarracena. Era un edificio de planta cuadrada de 8 metros de lado con una altura de unos 10 metros. 
El pueblo celebra su fiesta mayor el primer fin de semana de agosto.